# Common Desktop Environment
Common Desktop Environment (CDE, em português; ambiente de trabalho comum) é um ambiente de trabalho proprietário para UNIX baseado na biblioteca (toolkit) Motif. É também o ambiente de trabalho padrão no sistema operacional OpenVMS da Hewlett-Packard.

## História
Desenvolvido em conjunto por Hewlett-Packard, IBM, Novell e Sun Microsystems no The Open Group, o CDE foi baseado no VUE (Visual User Environment, ambiente visual do usuário) da HP.
Até aproximadamente o ano 2000, era considerado o padrão de facto em ambientes UNIX, mas naquela época, ambientes de trabalhos livres como o KDE e GNOME se desenvolviam rapidamente, tornando-se mais tarde praticamente universais na plataforma Linux, que já tinha uma base instalada maior que a soma de todos os Unices (ou Unixes) comerciais.
Em 2001, duas distribuidoras comerciais de Unix, Hewlett-Packard (HP-UX) e Sun Microsystems (Solaris) anunciaram que substituiriam o CDE como o ambiente de trabalho padrão de suas estações de trabalho em favor do GNOME. Em abril de 2003 no entanto, a HP decidiu voltar ao CDE, por considerar o GNOME ainda não suficientemente estabilizado para suas necessidades. Muitos acreditam que as mudanças constantes nas APIs tenham sido o motivo principal.
No começo de 2006, o sistema Solaris 10 da Sun inclui tanto o CDE quanto o Java Desktop System baseado no GNOME. Na versão de código aberto do Solaris, o OpenSolaris, a Sun decidiu não incluir o CDE (possivelmente devido a conflitos entre as licenças de uso).

## Atualmente
Depois de uma longa história como software proprietário, foi lançado como software livre em 6 de agosto de 2012, sob a GNU Lesser General Public License.

## Galeria

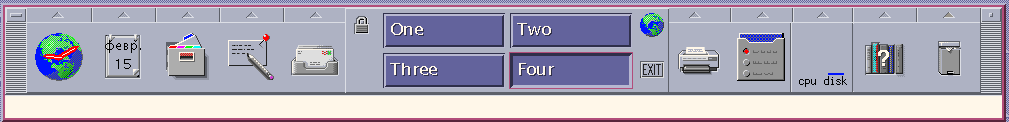
Barra de tarefas do CDE no Solaris 10 /SPARC.
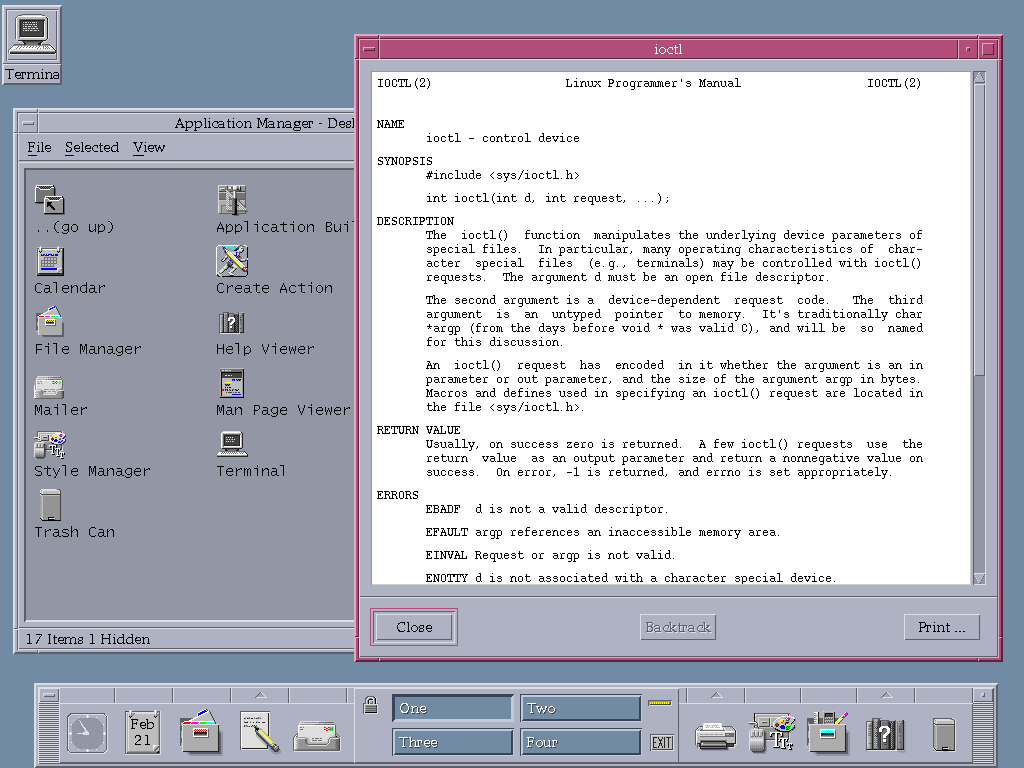
CDE com páginas de manual do kernel, em um Debian GNU/Linux 6 para i386.
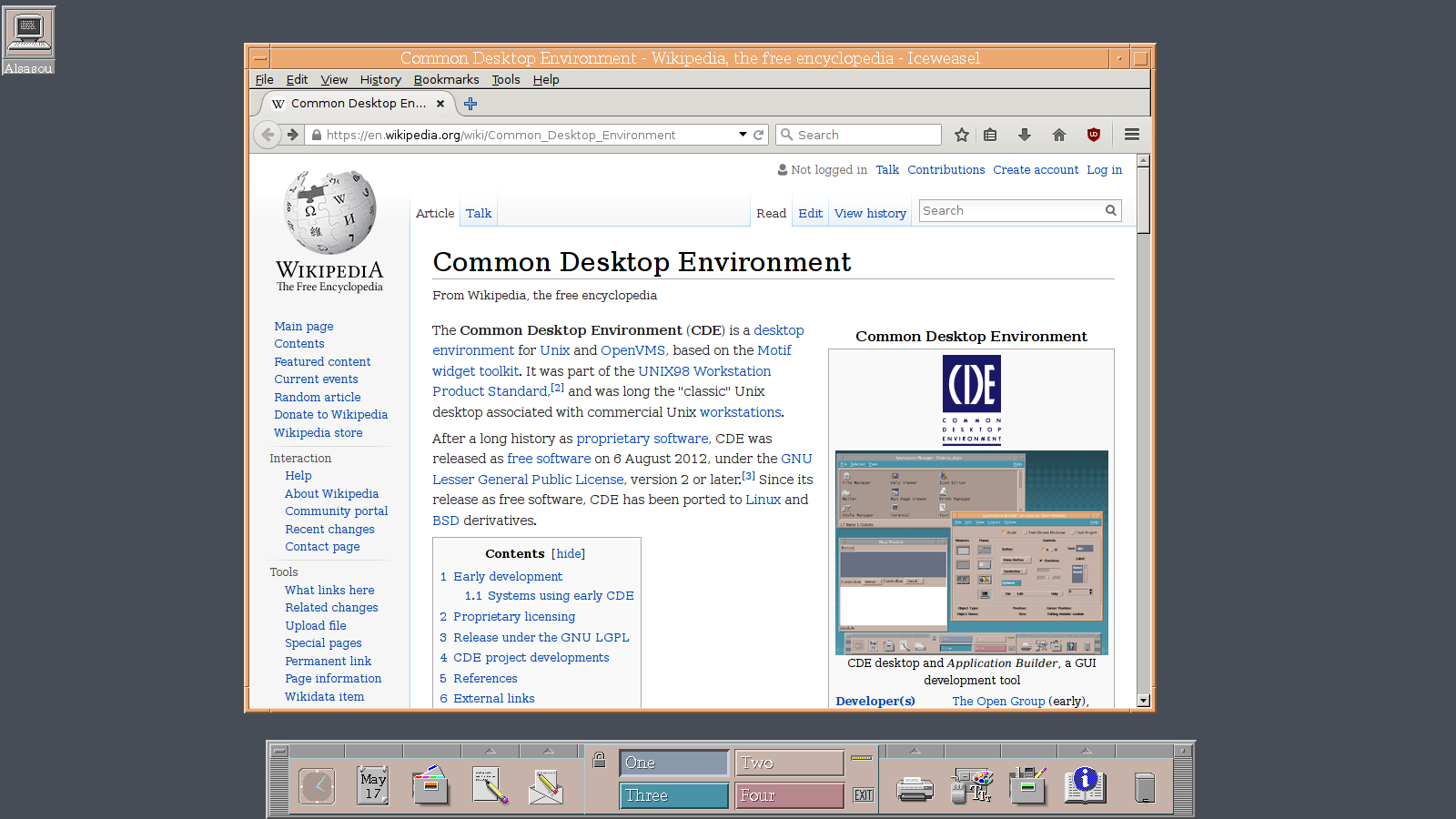
Debian 8 Jesse rodando CDE com artigo da Wikipédia aberto no navegador Iceweasel.
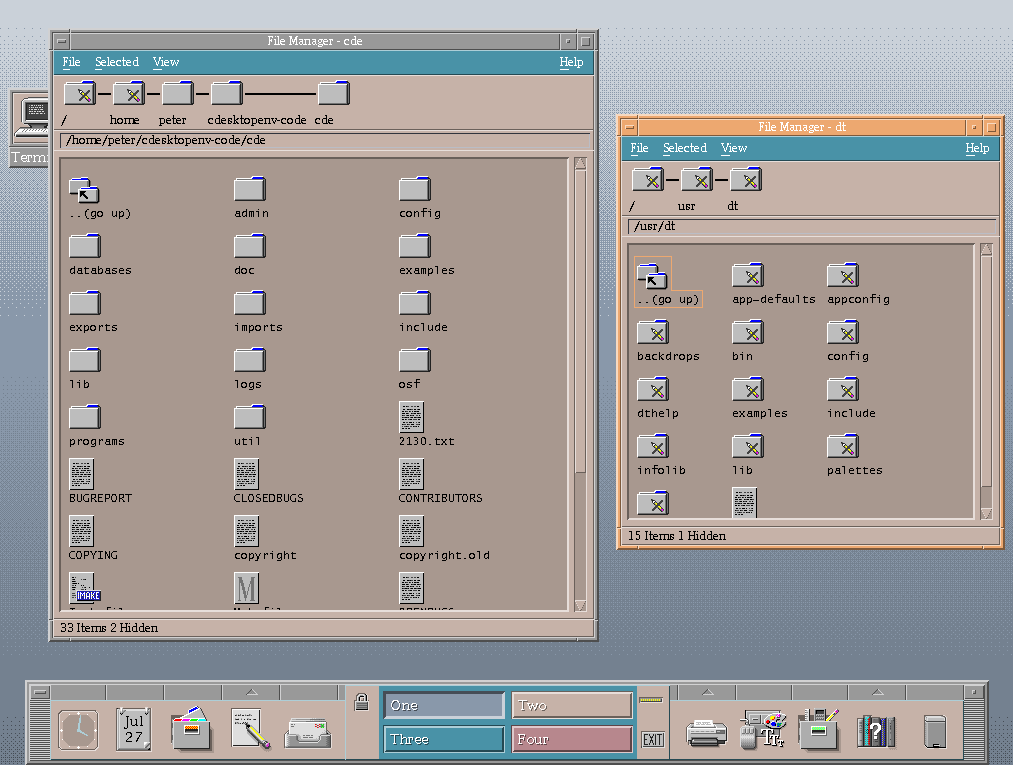
CDE com gerenciador de arquivos aberto.